# De Loop
De Loop is een wijk en bedrijventerrein in Echt in de Nederlandse provincie Limburg.
De omvang van het bedrijventerrein is ongeveer 70 hectare. Het gebied ligt ten westen van het centrum van Echt en ten oosten van de autosnelweg A2, met gedeeltelijk zichtlocaties. Het ligt op de route van de snelweg naar het centrum.
Op het terrein zijn onder andere de doe-het-zelfzaak Gamma en fastfoodrestaurant McDonald's gevestigd.
Kernen: Dieteren · Echt · Koningsbosch · Maria Hoop · Nieuwstadt · Pey · Roosteren · Sint Joost · Slek · Susteren

Buurten en buurtschappen: Aan het Echterbosch · Aan Reijans · Aasterberg · Baakhoven · Berkelaar · Christinawijk · Echterbosch · Frenkenshof · Gebroek · Gulickshof · Haeselaarbroek · Heide · Hingen · Hommelhof · Illikhoven · Kokkelert · Lange Bosschen · Liboscherveld · Mariaveld · Pepinusbrug · Pepiniushof · In de Mehre · Middelveld · Munsterveld · Oevereind · Ophoven · Oud-Roosteren · Putbroek · Schilberg · Sint Anna · Sint Antoniushoeve · Spaanshuisken · Visserweert · Vogelsang · Wolfskoul

Bedrijventerreinen: De Berk · Businesspark ML · Dieterderweg · De Loop · Wolfskoul

Limburg: Steden en dorpen      Nederland: Provincies · Gemeenten